# Быковское сельское поселение (Марий Эл)
Быковское сельское поселение — муниципальное образование (сельское поселение) в составе Юринского района Марий Эл Российской Федерации. Административный центр поселения — деревня Быковка.

## История
Статус и границы сельского поселения установлены Законом Республики Марий Эл от 18 июня 2004 года № 15-З «О статусе, границах и составе муниципальных районов, городских округов в Республике Марий Эл».

## Численность населения поселения
| 2010  | 2011  | 2012  | 2013  | 2014  | 2015  | 2016  |
| ----- | ----- | ----- | ----- | ----- | ----- | ----- |
| 1118  | →1118 | ↘1091 | ↗1109 | ↗1113 | ↗1820 | ↘1805 |
| 2017  | 2018  | 2019  | 2020  | 2021  | 2023  |       |
| ↘1762 | ↘1708 | ↘1655 | ↘1599 | ↘1499 | ↘1427 |       |

## Состав поселения
В состав сельского поселения входят 1 посёлок и 8 деревень:
| № | Населённый пункт | Тип населённого пункта          | Население |
| - | ---------------- | ------------------------------- | --------- |
| 1 | Быковка          | деревня, административный центр | 868       |
| 2 | Горный Шумец     | деревня                         | 159       |
| 3 | Майдан           | деревня                         | 137       |
| 4 | Подлесная        | деревня                         | 90        |
| 5 | Поляна           | деревня                         | 169       |
| 6 | Починок          | деревня                         | 222       |
| 7 | Светлое Озеро    | посёлок                         | 2         |
| 8 | Суходол          | деревня                         | 250       |
| 9 | Удельная         | деревня                         | 78        |